# Bentley Mulsanne (1980)
Bentley Mulsanne – samochód osobowy klasy dużych aut luksusowych produkowany przez brytyjską markę Bentley w latach 1980 – 1992.

## Historia i opis modelu

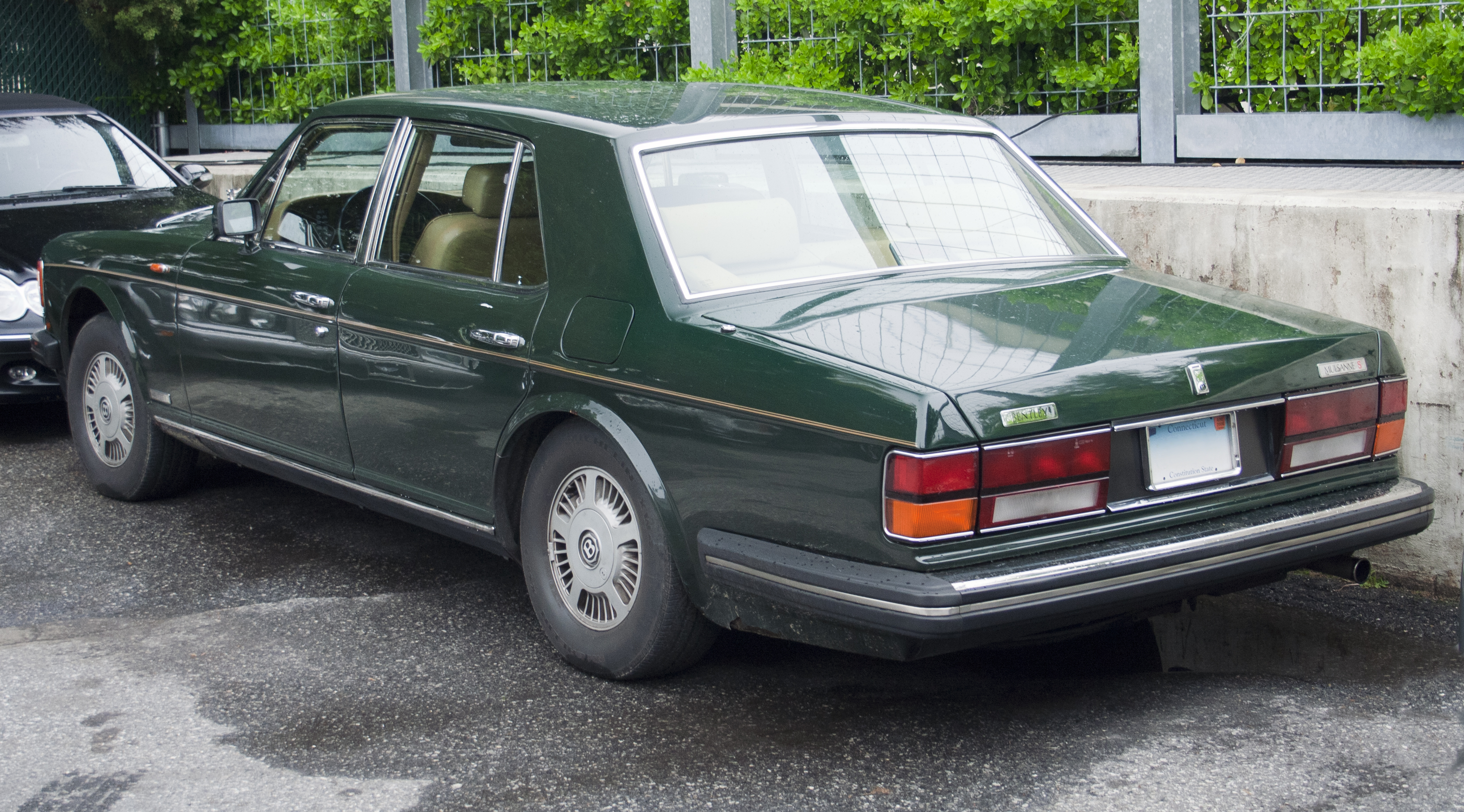
Bentley Mulsanne - tył

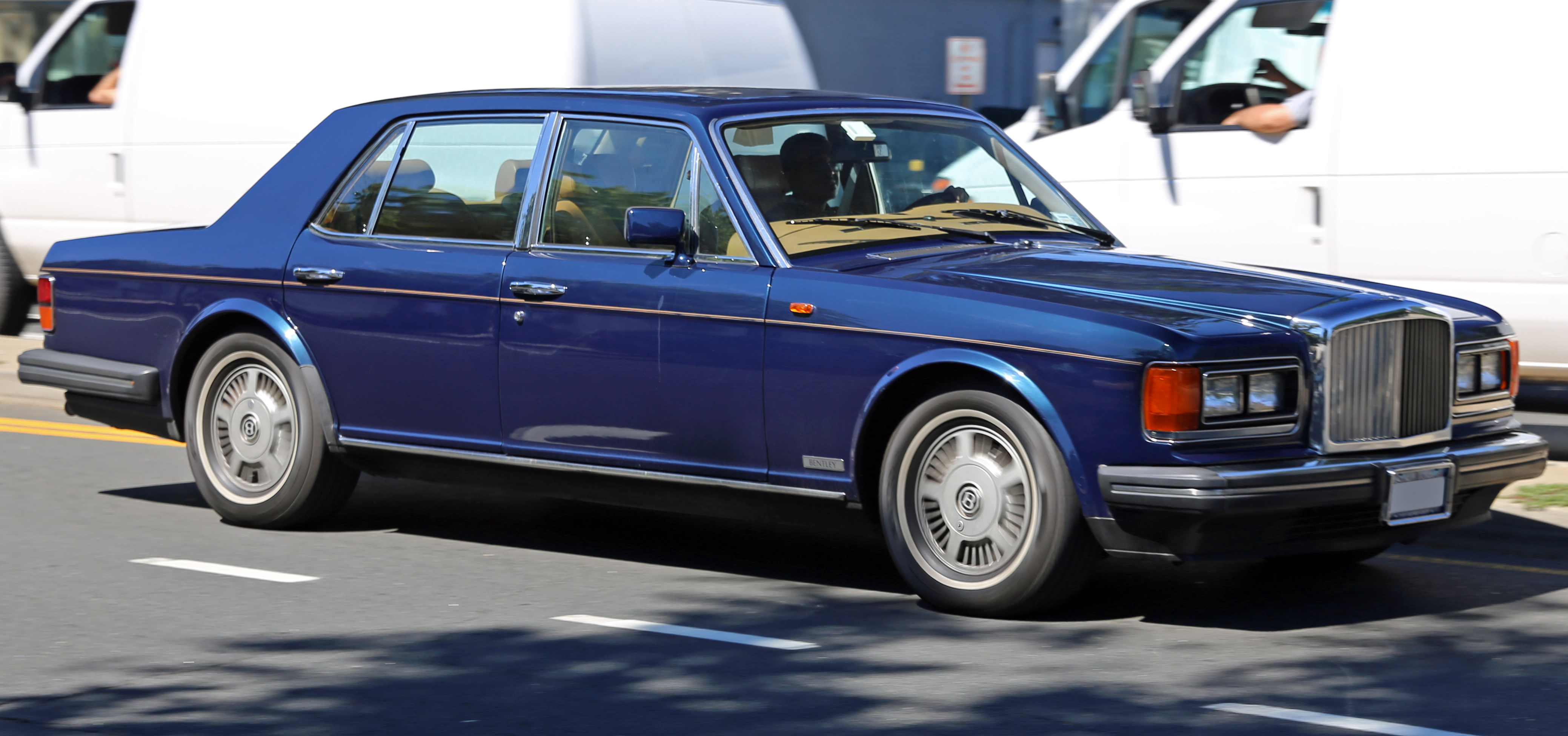
Bentley Mulsanne po liftingu

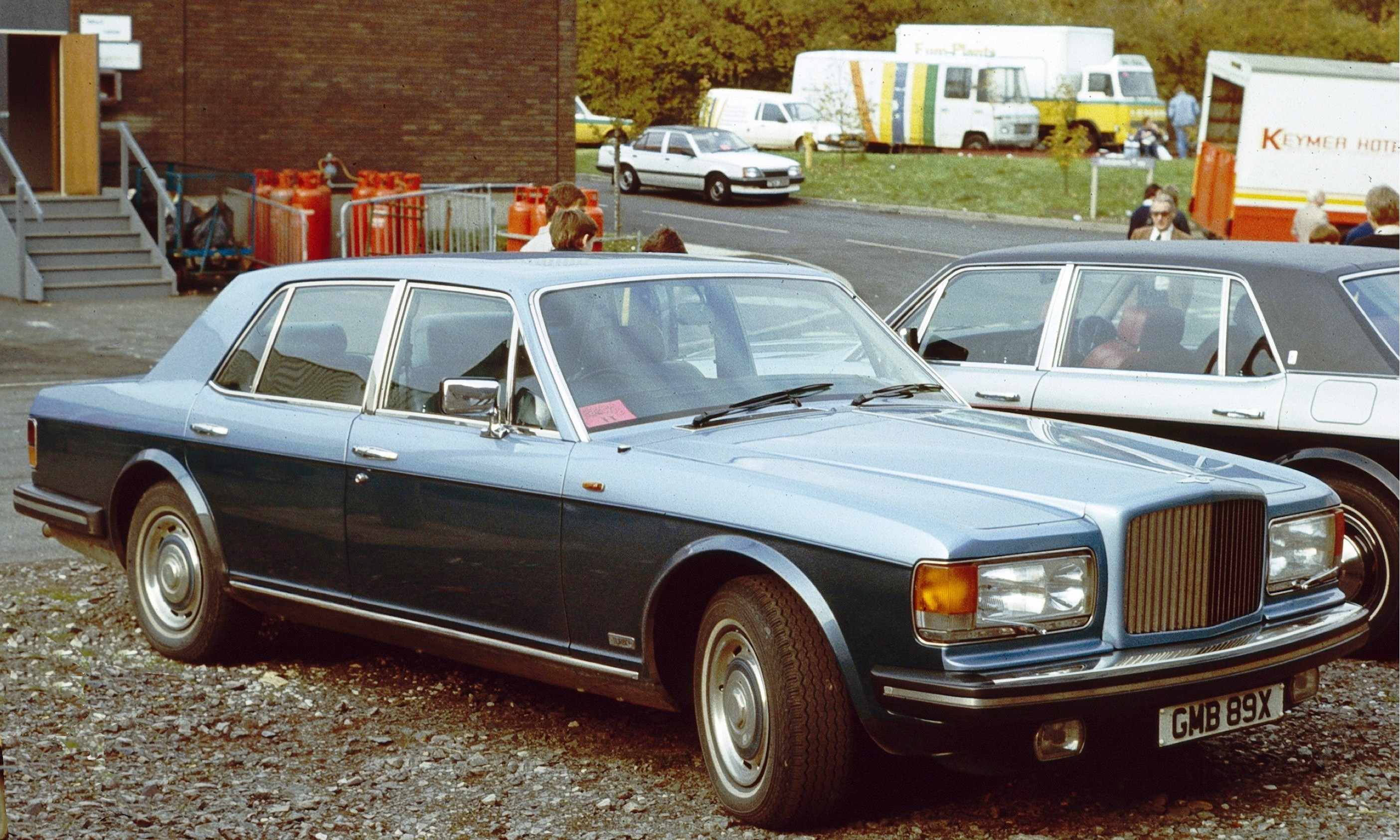
Bentley Mulsanne Turbo

Samochód był dostępny jako 4-drzwiowy sedan. Następca modelu T2. Do napędu użyto silnika V8 o pojemności 6,75 litra. Moc przenoszona była na koła tylne poprzez 4-biegową automatyczną skrzynię biegów. Został zastąpiony przez modele Turbo R i Brooklands.

### Dane techniczne
| Wersja             | Silnik:                          | Układ zasilania: | Śr. × skok tłoka:    | St. sprężania: | Moc maks:                              | Maks. moment obrotowy      |
| ------------------ | -------------------------------- | ---------------- | -------------------- | -------------- | -------------------------------------- | -------------------------- |
| '80 Mulsanne       | V8 6,75 l (6750 cm³), OHV        | wtrysk           | 104,10 mm × 99,10 mm | b/d            | 204 KM (149,9 kW) przy 4000 obr./min   | b/d                        |
| '83 Mulsanne Turbo | V8 6,75 l (6750 cm³), OHV, turbo | wtrysk           | 104,10 mm × 99,10 mm | 8,0:1          | 332,6 KM (244,6 kW) przy 4600 obr./min | 610 N•m przy 2450 obr./min |

### Osiągi
| Model              | Przyspieszenie 0-100 km/h: | Prędkość maksymalna: |
| ------------------ | -------------------------- | -------------------- |
| '80 Mulsanne       | 10,0 s                     | 208 km/h             |
| '83 Mulsanne Turbo | 7,0 s                      | 217 km/h             |
| '10 Mulsanne       | 5,3 s                      | 296 km/h             |